# Microdynerus nitidus
Microdynerus nitidus är en stekelart som beskrevs av Gusenleitner 1991. Microdynerus nitidus ingår i släktet Microdynerus och familjen Eumenidae. Inga underarter finns listade i Catalogue of Life.